# جيرالد كارول
جيرالد كارول (بالإنجليزية: Gerald Carroll)‏ هو شخصية أعمال بريطاني، ولد في 1951 في إسكس في المملكة المتحدة.